# Novethic
Novethic est un média fondé en 2001, appartenant à AEF info depuis juillet 2025. Anciennement filiale de la Caisse des dépôts et consignations, c'est un média en ligne spécialisé dans la finance durable et l’économie socialement responsable.

## Histoire
En 2009, Novethic lance le label ISR sur l'investissement socialement responsable (ISR) s'appuyant sur les critères environnementaux, sociaux et de gouvernance (ESG),.
En 2010, Le Monde classe Novethic comme un acteur de référence du développement durable.
En 2013, Novethic lance le label Fonds Vert.
En décembre 2024, la Caisse des dépôts et consignations, souhaitant céder Novethic, annonce être en négociation avec AEF info concernant une reprise « possible » des actifs média et formation de Novethic. Depuis 2020, Novethic perd en moyenne 200 000 euros annuellement. La cession de Novethic à AEF info est finalisée au mois de juillet 2025.